# Santa Maria Nuova (Abbiategrasso)

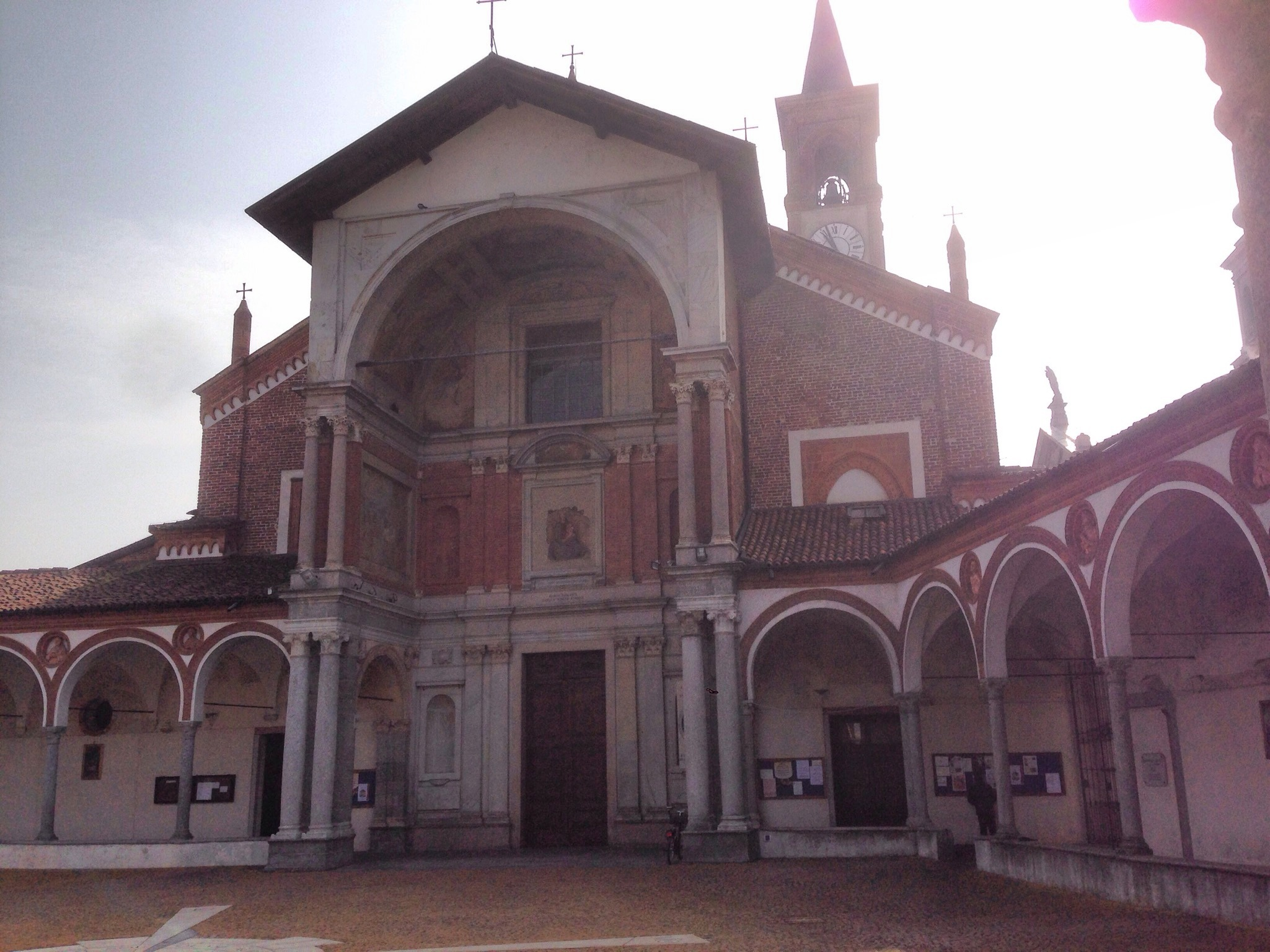
Basilika Santa Maria Nuova

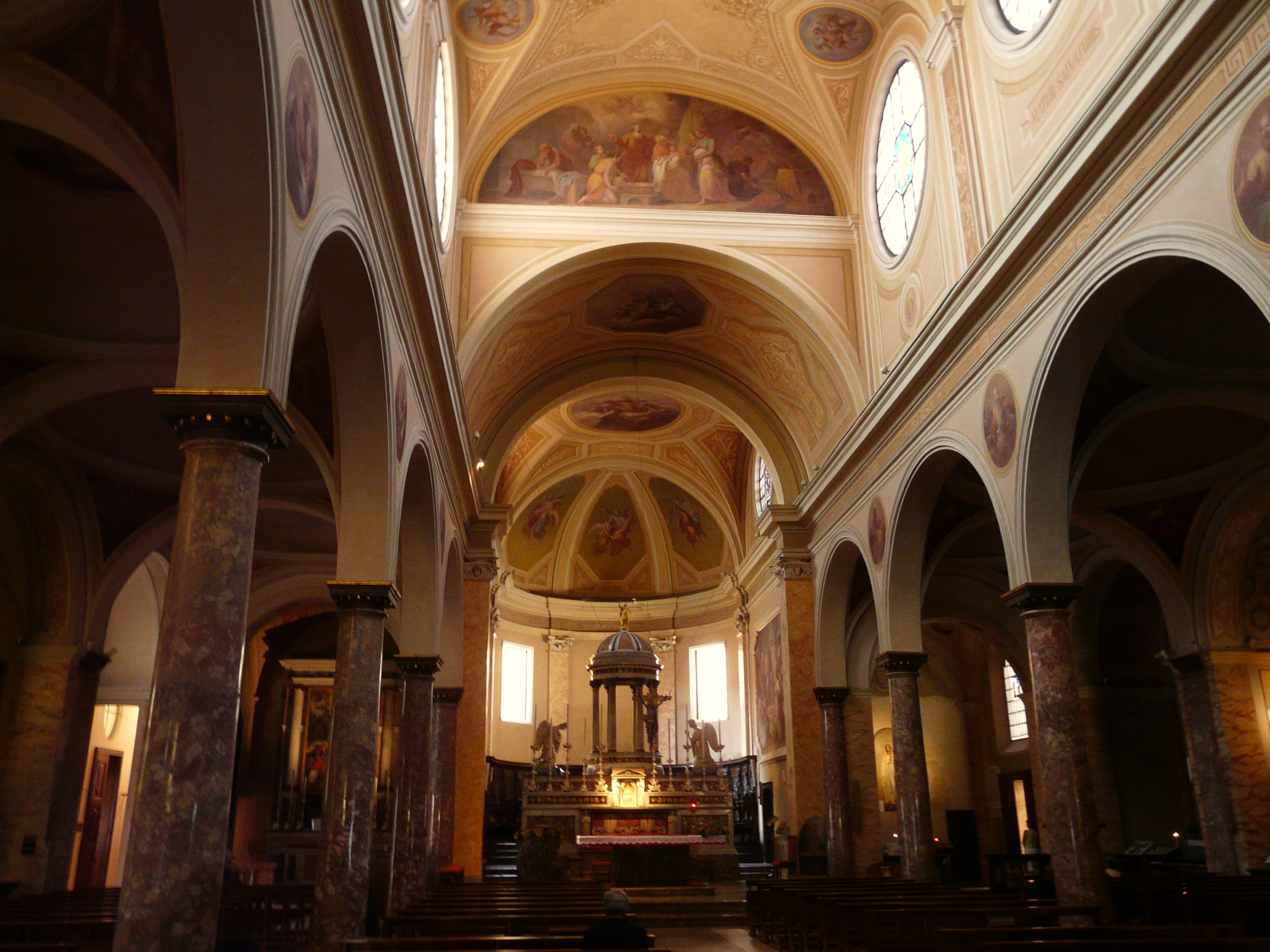
Innenraum

Die Basilika Santa Maria Nuova ist eine Kirche in Abbiategrasso in der Lombardei, Italien. Die Kirche des Erzbistums Mailand mit dem Patrozinium Mariä Geburt entstammt verschiedener Baustil und wird als nationales Kulturerbe geführt. Im November 1962 erhob Papst Johannes XXIII. sie in den Rang einer Basilica minor.

## Geschichte
Die geostete Basilika wurde 1365 bis 1388 gebaut und zur Feier der Geburt von Giovanni Maria Visconti, einem Sohn von Gian Galeazzo Visconti, eröffnet. Vor der Terrakotta-Giebelfassade wurde 1497 ein Renaissance-Portikus erbaut, der Donato Bramante zugeschrieben wird und im 16. Jahrhundert von Ptolemäus Rinaldi vollendet wurde. Der Pronaos ruht auf gotischen Kapitellsäulen, an ihn schließt sich ein Säulengang an. Die Kirche wurde 1578 bei einem Besuch des heiligen Erzbischofs Karl Borromäus zur Pfarrkirche erhoben. Im 18. Jahrhundert wurde eine neue Sakristei an der Nordseite des Chors errichtet.
Die Innenseite der Kirche ist dreischiffig ausgeführt, die aus dem 15. Jahrhundert stammende Taufkapelle ist mit Sgraffito-Malereien verziert. Die 1740 vorgenommenen inneren Veränderungen des Gebäudes werden heute Francesco Croce zugeschrieben, das Mittelschiff wurde in barocker Raumgestaltung als Basilika mit runden Obergadenfenstern erhöht, die mit Stichkappen in das Tonnengewölbe ragen. An den Seiten der Kirche wurden im gleichen Zeitraum fünf neue Kapellen gebaut. Das 19. Jahrhundert brachte neue Renovierungen, insbesondere bei der Gewölbefresken und an den Balustraden und Marmorfußböden.
Die Orgel über dem Eingang ist ein Werk der Brüder Luigi und Celestino Balbiani aus Mailand von 1935 gebaut. Die Kirche wurde 1987–1990 erneut restauriert, wieder unter besonderer Beachtung der Fresken.